# Eva Prytz
Eva Prytz, född 20 april 1917 i Kristiania (nuvarande Oslo), Norge, död 16 december 1987 i Oslo, var en norsk operasångare verksam i Sverige.

## Biografi
Prytz flyttade 1943 till Sverige där hon fick sin utbildning, bl. a. under Andreeva von Skilondz. Hon kom senare under sin karriär att anses som en ledande sopran.
Prytz debuterade 1946 i Hilding Rosenbergs Lycksalighetens ö som Zephyr. Hon var därefter knuten till Stockholmsoperan 1946-66, men gjorde under tiden också gästspel i London, Paris, Haag och Amsterdam.
Bland hennes många operaroller kan nämnas Susanna, Donna Anna, Pamina, Gilda, Violetta, Mimi, Rosina, Eurydice, Den kloke, Ariel (Stormen) och Den blinde (Aniara).

## Hedersbetygelser
- "Kritikerprisen" 1948.[3]
- "Ordine della Stella della Solidarietà Italiana".[4]
- Kung Gustav VI Adolfs Drottningholms Orden.
- Vasaorden.
- St. Olavsmedaljen.[5]